# Computable Document Format
Computable Document Fomat (Formato de Documento Computável, em português), ou CDF, é um formato de arquivo digital lançado pela Wolfram Research em 2011, com a proposta de disponibilizar um nova forma de transferir conteúdo com a praticidade de um documento eletrônico convencional, mas que também fornecesse recursos de interatividade de um aplicativo.

## Aplicação
O formato propõe-se a oferecer recursos para o desenvolvimento de conteúdo interativo, como apresentações corporativas, relatórios, cursos e textos técnicos, sem a necessidade do conhecimento especializado em programação. Esse conteúdo pode ser posteriormente disponibilizado através da web, por arquivos ou aplicações isoladas.
Adicionalmente, os arquivos em CDF são capazes de incubar conteúdo dinâmico e permitem que os usuários interajam com os arquivos. Alguns dos exemplos citados na página da própria empresa são relatórios de consultoria, apresentação de aulas e até criação de livros em formato eletrônico. Um primeiro exemplo de CDF foi lançado pela editora Pearson, ainda sem edição em português, Calculus por Briggs e Cochran.

## Utilização
Os arquivos no formato CDF são, inicialmente, desenvolvidos a partir do software proprietário Mathematica, da própria Wolfram, mas a empresa promete a ampliação das ferramentas de criação para o futuro. O material criado pode ser posteriormente oferecido em sites da web ou visualizado com ajuda do leitor CDF Player.
Arquivos em CDF podem ser executados como aplicações independentes em dektop ou como plugins para navegadores de internet. Atualmente a empresa informa que para as plataformas Mac e Windows estão disponíveis tanto o plugin quando a aplicação em desktop, porém para Linux somente a aplicação em desktop. A empresa diz que plataformas móveis (como iPad) também serão compatíveis com CDF no futuro próximo.